# Zodiak (Katarína Knechtová)
Zodiak è l'album di debutto da solista della cantante pop rock slovacca Katarína Knechtová. L'album è stato registrato nel corso del 2008 nei pressi di Praga; tutte le canzoni sono state scritte dalla cantante.
Zodiak avrebbe dovuto uscire l'11 marzo 2009, ma dato il grande successo del primo singolo promozionale lanciato dall'album, la sua uscita è stata anticipata al 1º dicembre 2008. L'album ha debuttato al #1 nella classifica degli album della Slovacchia, dove ha venduto più di 13 000 copie ed è stato certificato disco di platino.
Nell'ottobre del 2008 è uscita come singolo antecedente l'uscita dell'album la canzone "Vo svetle žiariacich hviezd", che ha ottenuto un grande successo: è rimasto per 12 settimane al #1 della classifica dei singoli slovacca, favorendo all'album molte vendite. La canzone "Môj Bože" è stata inoltre inserita nella colonna sonora del film slovacco Bathory.

## Tracce
1. Vo svetle žiariacich hviezd – 3:13
2. Zvláštny prach – 2:36
3. V tichu – 3:29
4. Zodiak – 3:31
5. Do nekonečna – 3:46
6. V krajine zázrakov – 3:23
7. Všetko inak vyzerá – 4:29
8. Spomienka – 2:53
9. Myslím-nemyslím – 3:51
10. Láska – 3:17
11. Tvoje slová – 4:03
12. Môj Bože – 3:47

## Classifiche
| Classifica (2008) | Posizione massima |
| ----------------- | ----------------- |
| Slovacchia        | 1                 |